# Лутц, Оскар
Оскар Лутц (нем. Oskar Lutz; 1 апреля 1902, Таллин — 5 августа 1975, Ганновер) — немецкий правонационалистический политик. Участник немецкого национального движения в Эстонии 1930-х годов. В 1939—1945 — активист НСДАП в оккупированной Польше, гауптштурмфюрер СС. После Второй мировой войны — участник «движения изгнанных». Один из руководителей Немецкой имперской партии и Немецкой партии свободы. В последний период политической деятельности эволюционировал к консервативному либерализму, состоял в руководстве Немецкого независимого сообщества действий, был членом ХДС.

## От национализма к нацизму

### Немецкий активист в Эстонии
Родился в семье эстонских немцев. Окончил юридический факультет Дерптского университета, состоял в германо-балтийском студенческом союзе. До 1939 работал адвокатом в Таллинне. Активно участвовал в движении эстонских «Фольксдойче» и эстоно-немецкой католической организации.

### Нацистский «общественник» в Польше
Приход к власти в Германии НСДАП Оскар Лутц воспринял с националистическим энтузиазмом. В 1939 он переселился из Эстонии в оккупированную Польшу. Натурализовался в Вартеланде как подданный Третьего рейха, вступил в НСДАП. Был целленляйтером (функционер НСДАП нижнего звена) в Голденау. Руководил местными нацистскими организациями — крестьянской, социальной помощи, вузовских выпускников. Имел звание гауптштурмфюрера СС, но не был замечен в нацистских преступлениях.
В 1944 Лутц перебрался в Германию, в январе 1945 взят в плен американскими войсками. До 1947 находился в лагере интернирования.

## Политическая эволюция в ФРГ

### В «движении изгнанных»
Проходил процедуру денацификации. Пытался скрыть своё положение в СС. Был признан «малозначимым» деятелем нацизма, получил разрешение на юридическую практику в ФРГ. Работал в Ганновере адвокатом и нотариусом.
В 1949 Оскар Лутц вступил в «Союз изгнанных» — организацию этнических немцев, принудительно перемещённых из стран Восточной Европы. Руководил отделением Союза в Бургдорфе. С 1955 — член национального руководства Союза. В 1955—1959 — депутат ландтага Нижней Саксонии. Представлял «движение изгнанных» в западногерманской праворадикальной среде.

### В ультраправых партиях
Оскар Лутц был одним из создателей Немецкой имперской партии (DRP). Выступал с позиций национализма и антикоммунизма. В руководстве DRP Лутц поддерживал Генриха Кунстмана с его немецкими этнонациональными приоритетами. С этих позиций Кунстман и Лутц выступали против членства ФРГ в НАТО. В 1961 Лутц поддерживал Кунстмана в конфликте с Адольфом фон Тадденом.
В 1962 Кунстман и Лутц вышли из DRP и учредили Немецкую партию свободы (DFP).

### В общественном движении
После кончины Кунстмана в 1964 Лутц стал и. о. председателя DFP. В 1965 DFP влилась в Немецкое независимое сообщество действий (AUD), где Лутц стал заместителем председателя.
AUD позиционировалось как «национально-нейтралистское» (в смысле приоритета национальных интересов и невступления в НАТО), но фактически являлось движением преимущественно либералов, пацифистов, экологистов и умеренных националистов. Бывший гауптштурмфюрер, даже не совершавший военных преступлений, сомнительно смотрелся в такой организации. В 1967 Оскар Лутц вынужден был покинуть Сообщество. После этого он вступил в ХДС.
Скончался в возрасте 73 лет.

### Общественные приоритеты как политическая особенность
В политической деятельности Оскара Лутца заметна ориентация на общественные движения — студенческое, крестьянское, вынужденных переселенцев, пацифистско-экологическое. Националистических целей Лутц предпочитал добиваться не столько партийно-государственными рычагами, сколько общественными инициативами. Этот подход, нехарактерный для нацистской партократии и этатизма, создавал выраженную особенность Лутца как политика.